# Saint-Pons-de-Mauchiens
Saint-Pons-de-Mauchiens település Franciaországban, Hérault megyében. Lakosainak száma 641 fő (2022. január 1.). Saint-Pons-de-Mauchiens Montagnac, Saint-Pargoire, Usclas-d’Hérault és Villeveyrac községekkel határos.

## Népesség
A település népessége az elmúlt években az alábbi módon változott:
| Lakosok száma | 511  | 411  | 399  | 581  | 662  | 670  | 659  | 638  | 638  | 641  |
|               | 1968 | 1982 | 1990 | 2006 | 2013 | 2015 | 2017 | 2019 | 2020 | 2022 |